# Fillettes du roi
Pour les articles homonymes, voir Fillette.

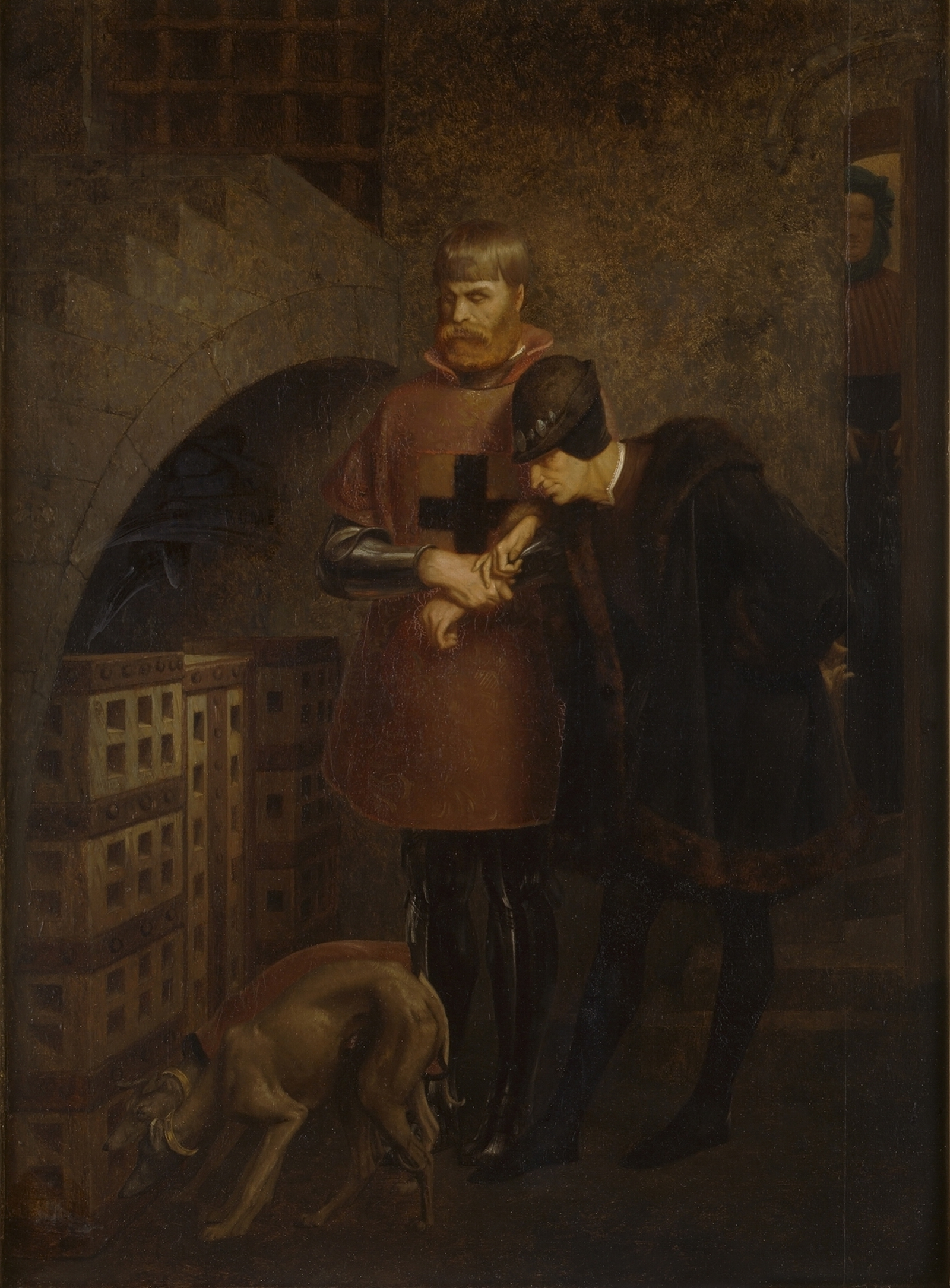
Jean-Léon Gérôme, Louis XI visitant le cardinal La Balue, 1883, peinture d'histoire présentant une vision romancée des « Fillettes », devenues légendaires.

Les fillettes du roi sont les fers et les chaînes dont se servait le roi de France Louis XI pour enchaîner ses prisonniers politiques.

## Historique
Roi de France de 1461 à 1483, Louis XI était surnommé le Prudent. Pour parvenir à ses fins et vaincre ses adversaires politiques, il privilégiait en effet l'emploi de la ruse et d'un efficace réseau d'informateurs à la force. Une ligne de conduite qui lui vaudra également de la part de ses détracteurs le surnom à consonance péjorative d'Universelle Aragne. C'est l'un d'entre eux, Thomas Basin, évêque de Lisieux, qui fondera la légende noire autour du roi et parlera le premier des fameuses fillettes. Il les décrit comme des cages de fer et de bois si basses et si étroites qu'un homme ne pouvait s'y tenir debout, et les situe dans les geôles du château de Loches. On y trouve encore de telles cages. Ce sont cependant des reconstitutions modernes à l'intention des visiteurs, la dernière cage datant de l'Ancien Régime ayant été détruite pendant la Révolution française.
Plusieurs siècles plus tard, dans Notre-Dame de Paris, Victor Hugo reprendra cette légende noire en décrivant les fillettes de Louis XI selon les textes de Thomas Basin. D'autres auteurs de la période romantique s'en empareront et contribueront à dépeindre Louis XI comme un souverain machiavélique.

## Les véritablesfillettes
Le terme de fillettes du roi pour désigner des cages de fer et de bois n'a en réalité jamais été employé du temps de Louis XI. Il renvoyait plutôt à des fers qui reliaient les chevilles de prisonniers à un énorme boulet du même matériau. À l'origine, l'expression désignait presque exclusivement de grosses chaînes de cou, reliées au mur pour empêcher toute tentative d'évasion et même de s'approcher des fenêtres pour faire des signaux vers l'extérieur. Ainsi entravés, les prisonniers renonçaient généralement à s'évader de leur prison. Louis XI n'hésitait cependant pas à apposer aux prisonniers qui essayaient tout de même de s'enfuir des fers liant simultanément les quatre membres, ainsi que le corps et le cou.

## Origines de la légende noire deLouisXI
Dès le règne du roi de France, des opposants comme Thomas Basin, mais également Philippe de Commynes, le propre biographe de Louis XI, écrivirent la légende noire du souverain et notamment l'emploi de cages appelées fillettes pour y enfermer ses ennemis. Celle-ci sera remise au goût du jour sous la plume des écrivains romantiques, connus pour leur nostalgie de la chevalerie féodale et leur tendance à dépeindre le Moyen-Âge comme une période sombre et politiquement troublée. Des historiens plus récents comme Paul Murray Kendall se sont penchés sur le sujet et, par leurs travaux, ont grandement permis de lever le voile sur cette légende noire. Kendall rapporte notamment que les cages placées au centre de la légende noire de Louis XI n'ont concerné tout au plus que trois prisonniers.

## Galerie

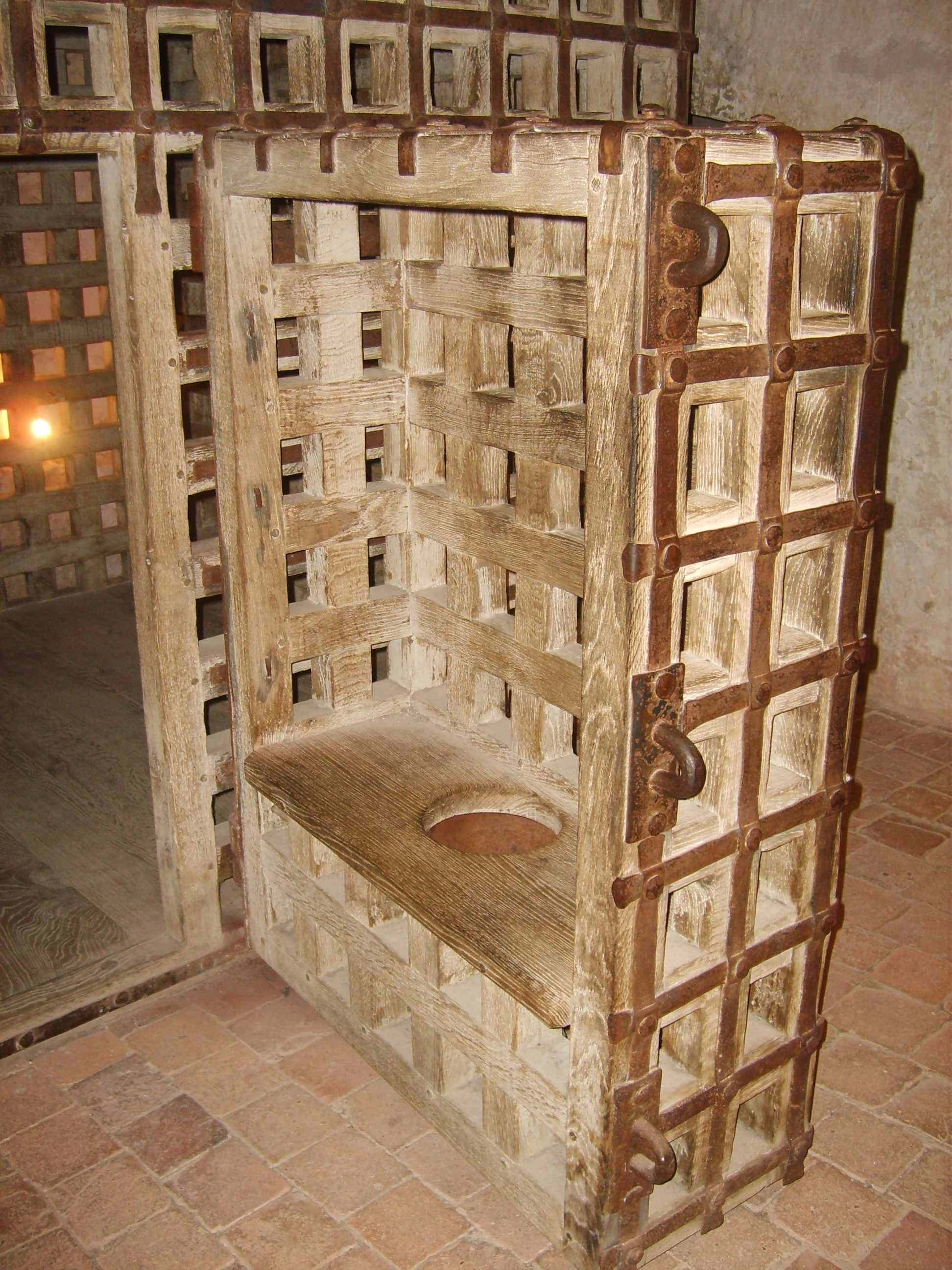
Cage de fer du château de Loches dans laquelle aurait été enfermé Jean de la Balue.
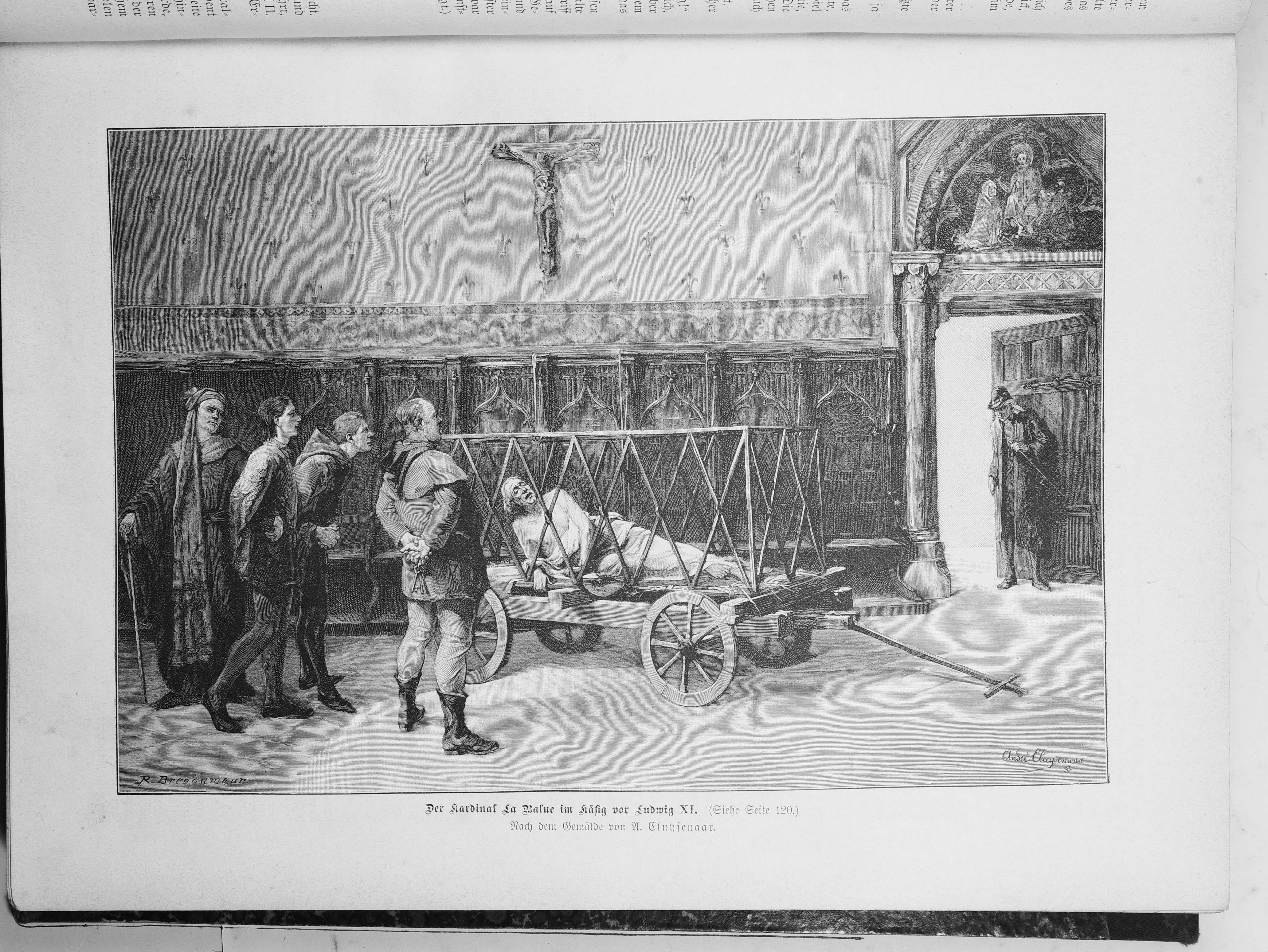
Illustration plus probable des chaînes de Jean de la Balue
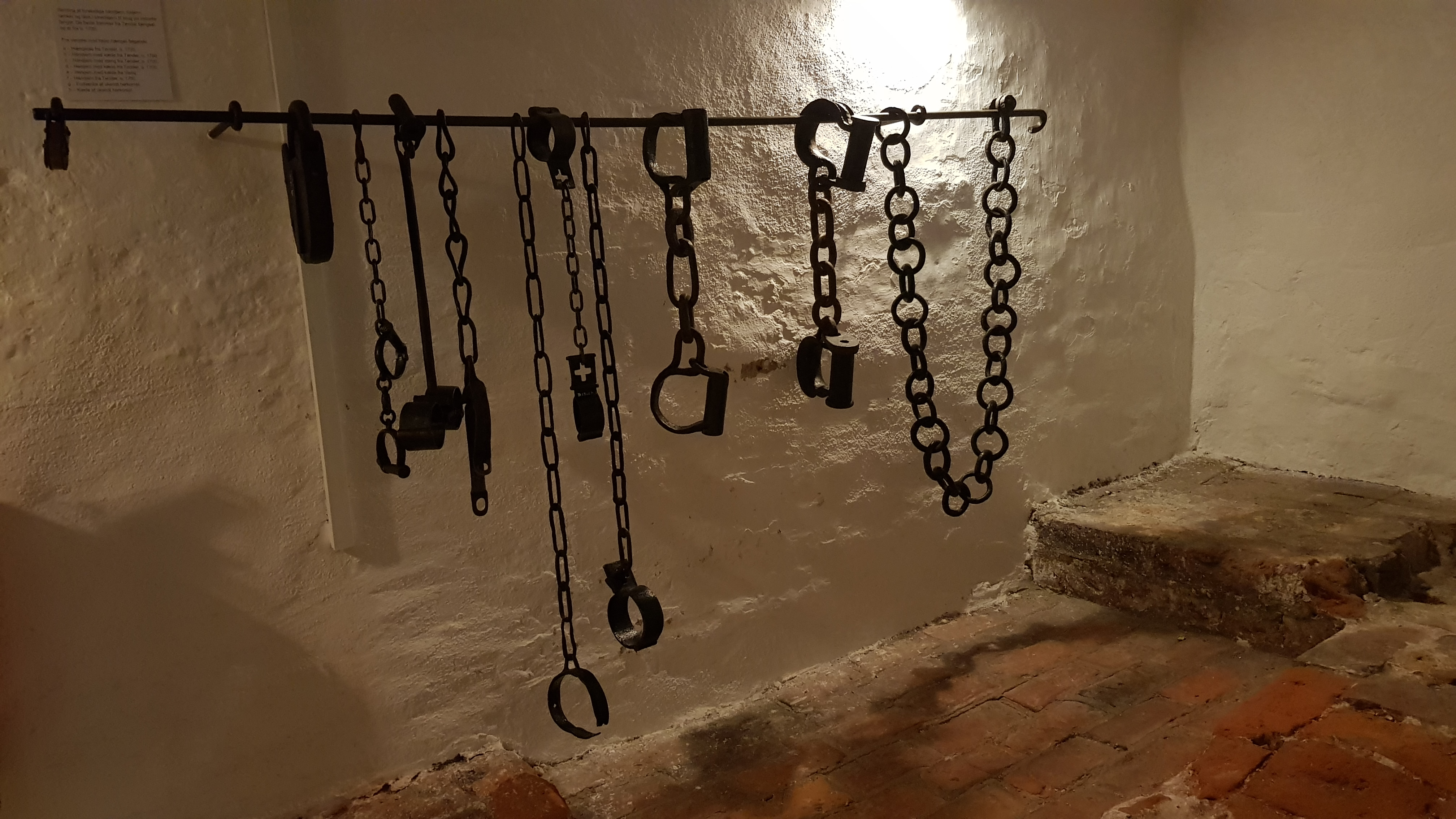
Menottes de mains, menottes de pieds, chaînes de cou, similaires à celles utilisées dans les prisons par le roi Louis XI